# Leszek Butscher
Leszek Henryk Butscher (ur. 8 czerwca 1944 w Nowym Sączu) – polski lekkoatleta skoczek o tyczce, mistrz i rekordzista Polski.

## Kariera sportowa
Startował na mistrzostwach Europy w 1966 w Budapeszcie, gdzie zajął w finale 7. miejsce. Takie samo miejsce zajął na europejskich igrzyskach halowych w 1968 w Madrycie.
Był mistrzem Polski w 1968. Poza tym w finałach MP zajął następujące miejsca: 4. w 1966, 7. w 1969 i 6. w 1972. 15 czerwca 1968 w Warszawie ustanowił rekord Polski wynikiem 5,07 m, który przetrwał przez blisko dwa lata.
W latach 1964–1958 dziewięć razy startował w meczach reprezentacji Polski, odnosząc 1 zwycięstwo indywidualne.
Rekord życiowy:
- skok o tyczce – 5,07 (15 czerwca 1968, Warszawa)

Był zawodnikiem Sandecji Nowy Sącz, AZS Warszawa, Legii Warszawa, Gwardii Warszawa i Gwardii Olsztyn.